# عامر العضاض
عامر نعيم حسن العضاض (23 نوفمبر/تشرين الثاني 1977) اقتصادي عراقي امريكي، عمل مستشارا في قطر بوزارة الاعمال والتجارة القطرية، وشارك في فريق عمل "لجنة الأمم المتحدة الاقتصادية للشراكات بين القطاعين العام والخاص في أوروبا."، وأجرى تحليلاً كمياً لصناديق التحوط الشهيرة في "وول ستريت"، وعمل خبيرا في قطر لتنمية وتطوير الاعمال، وعمل أيضا مشرفا في قطر على برنامج شراكة القطاع الحكومي والخاص، وعضوا في برنامج قطر الوطني للأمن الغذائي. وعمل أيضا أمين سر لجنة المواد الأولية المشرفة على احتياجات أكثر من 450 مشروع. بقيمة 200 مليار دولار، وحاليا هو مستشار رئيس الوزراء العراقي محمد شياع السوداني والرئيس التنفيذي لخلية إدارة الإصلاح الحكومية في العراق.

## ولادته ونشاته
ولد عامر العضاض في الولايات المتحدة الامريكية عام 1977، وهو نجل العالم العراقي الدكتور نعيم العضاض.

## تحصيله الدراسي
درس علم الإدارة بالإضافة إلى الرياضيات في جامعة كاليفورنيا وتخرج فيها سنة 2000، ثم حصل على شهادة الماجستير في مجال الاحصاءات المالية والاقتصاد التطبيقي القياسي وحصل على شهادة الدكتوراة من جامعة كاليفورنيا في مجال الاقتصاد السياسي في فترة النزاعات والنمو عام 2008.